# Régiment de Perche
Das Régiment du Perche war eine Infanterieeinheit der französischen Streitkräfte während des Ancien Régime.

## Aufstellung und signifikante Änderungen
- Aufgestellt wurde es im April 1644 als Piemontesisches Regiment durch Thomas Emmanuel Philibert von Savoyen, Prinz von Carignan und als Régiment de Carignan (ein sogenanntes Fremdenregiment) in französische Dienste gestellt.
- 1659: Nach dem Pyrenäenfrieden wurde das Regiment in die französische Armee eingegliedert.
- 1671: Eingliederung der Reste des Régiment Salière[1] und Umbenennung in Régiment de Carignan-Salière.
- 18. Juli 1676: Umbenennung in Régiment de Soissons
- Dezember 1690: Umbenennung  in Régiment du Perche (nach der Provinz Le Perche).
- 1744: Zusammenlegung mit dem Régiment des Gardes Lorraine

### Fahnen
Von 1671 bis 1718 führte das Regiment zwei weiße Leibfahnen.

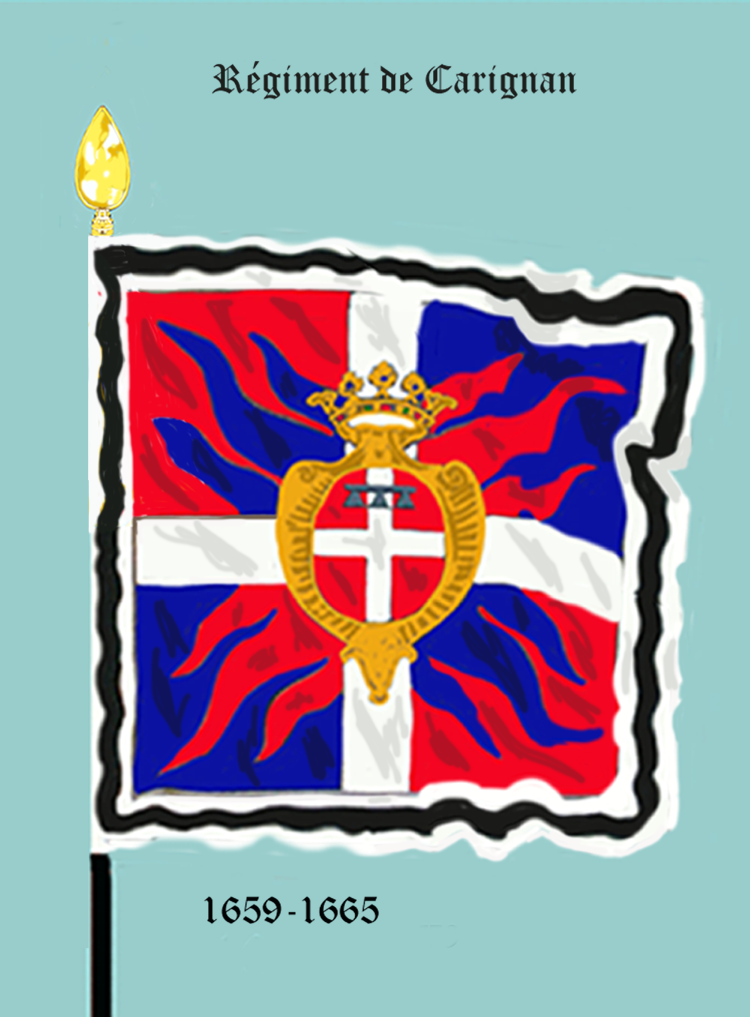
Régiment de Carignan 1659 bis 1671
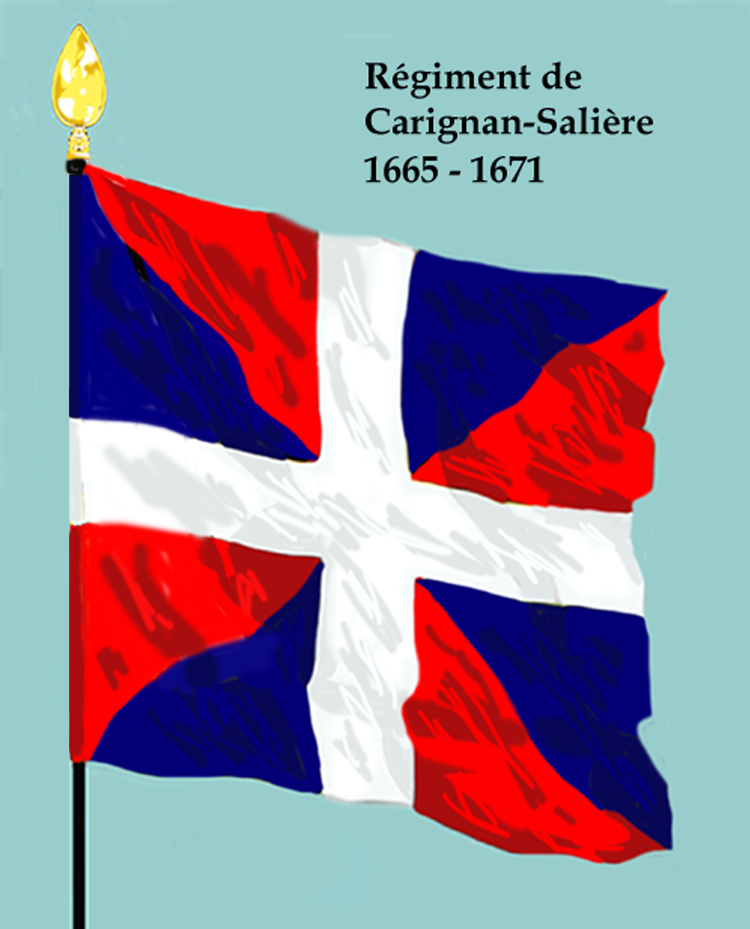
Régiment de Carignan-Salières 1671 bis 1676
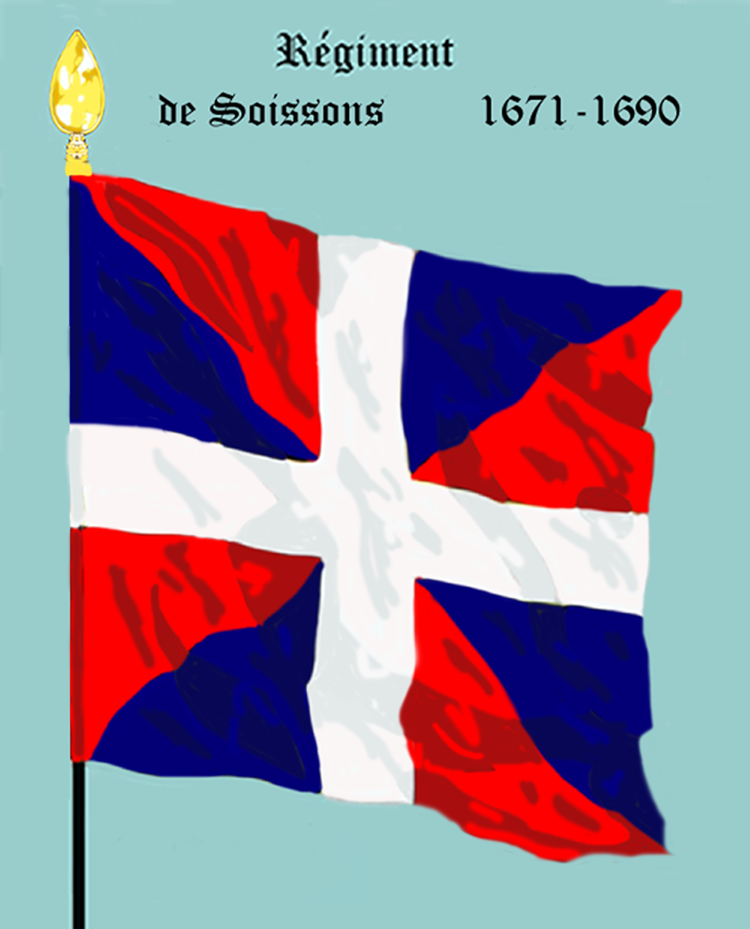
Régiment de Soissons 1676 bis 1690
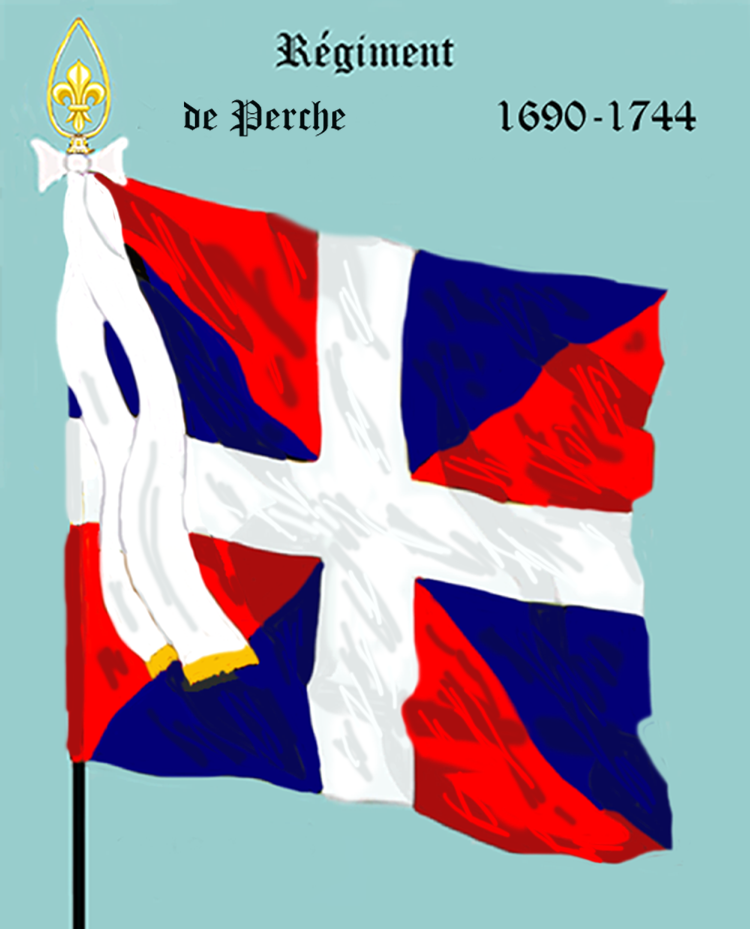
Régiment du Perche 1690 bis 1744[2].

### Uniformen

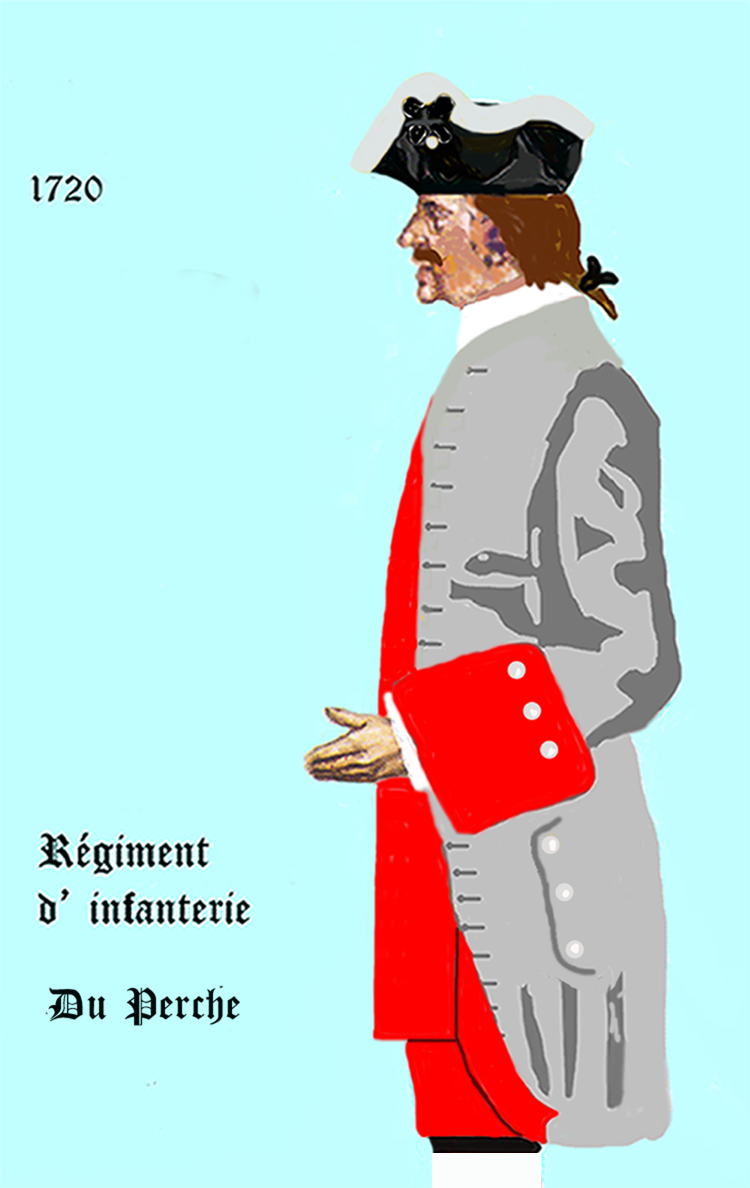
1720 bis 1734
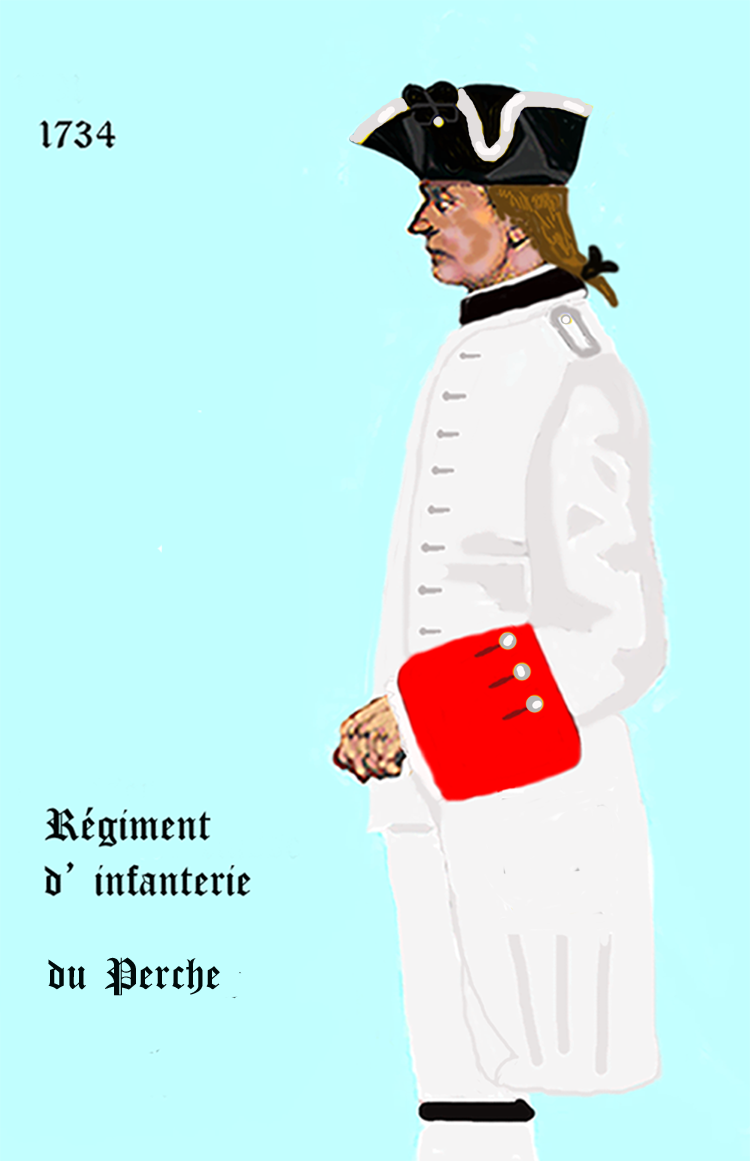
1734 bis 1740
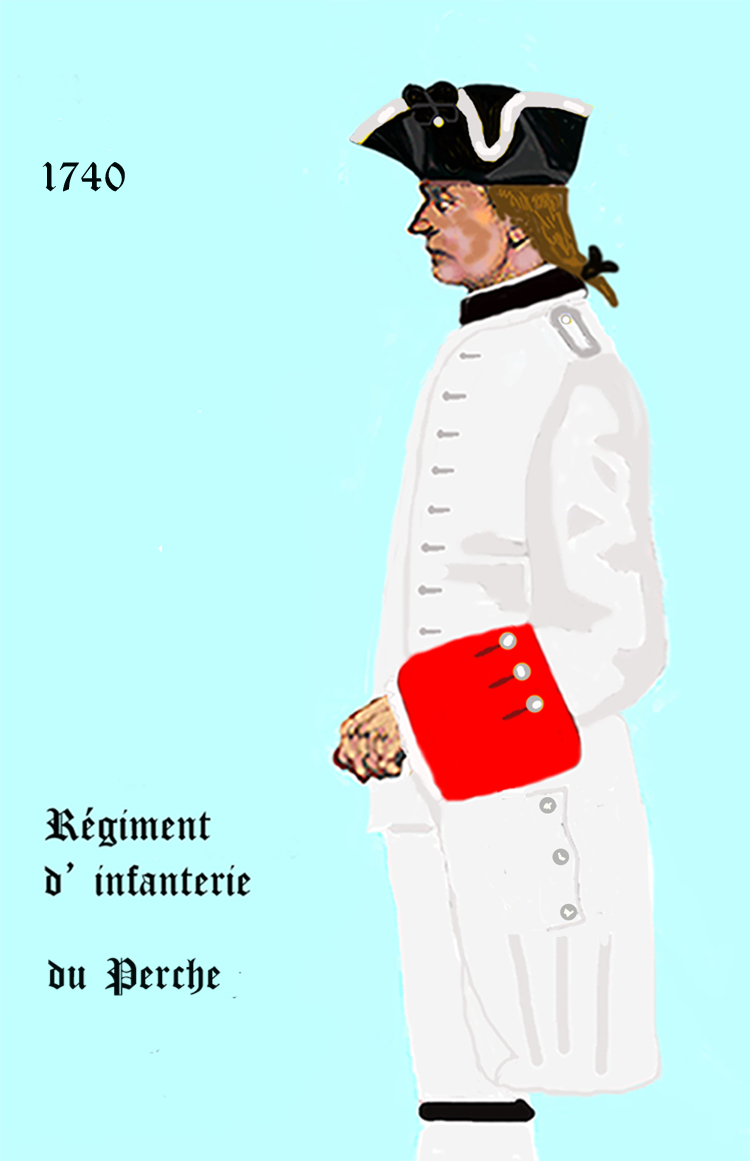
1740 bis 1744

## Mestres de camp/Colonels
Mestre de camp war von 1569 bis 1661 und von 1730 bis 1780 die Rangbezeichnung für den Regimentsinhaber und/oder für den mit der Führung des Regiments beauftragten Offizier. Die Bezeichnung „Colonel“ wurde von 1721 bis 1730, von 1791 bis 1793 und ab 1803 geführt.
Sollte es sich bei dem Mestre de camp/Colonel um eine Person des Hochadels handeln, die an der Führung des Regiments kein Interesse hatte (wie z. B. der König oder die Königin), so wurde das Kommando dem „Mestre de camp lieutenant“ (oder „Mestre de camp en second“) respektive dem „Colonel-lieutenant“ oder „Colonel en second“ überlassen.
- April 1644: Mestre de camp[3] Thomas Emmanuel Philibert de Savoie, prince de Carignan[4]

Mestre de camp en second: Baron de La Valdisère
Mestre de camp en second: Juli 1652 : d’Aloigny de Rochefort
- 1658: als Mestre de camp der Lieutenant-général Jean de Balthazard[6]
- 1665: Thomas François de Savoie-Carignan-Soissons

Mestre de camp en second: Henri de Chapelas de Salières
- 18. Juli 1676: Louis Thomas de Savoie, comte de Soissons
- 31. Dezember 1690: Joseph de Robert, marquis de Lignerac
- Juli 1705: Marquis de Cotteron
- 27. Oktober 1706: Claude, marquis de Ceberet
- 15. März 1718: Louis Auguste, chevalier (dann marquis) de Rieux
- 5. April 1738: Paul Sanguin, marquis de Livry[7]

## Gefechtskalender

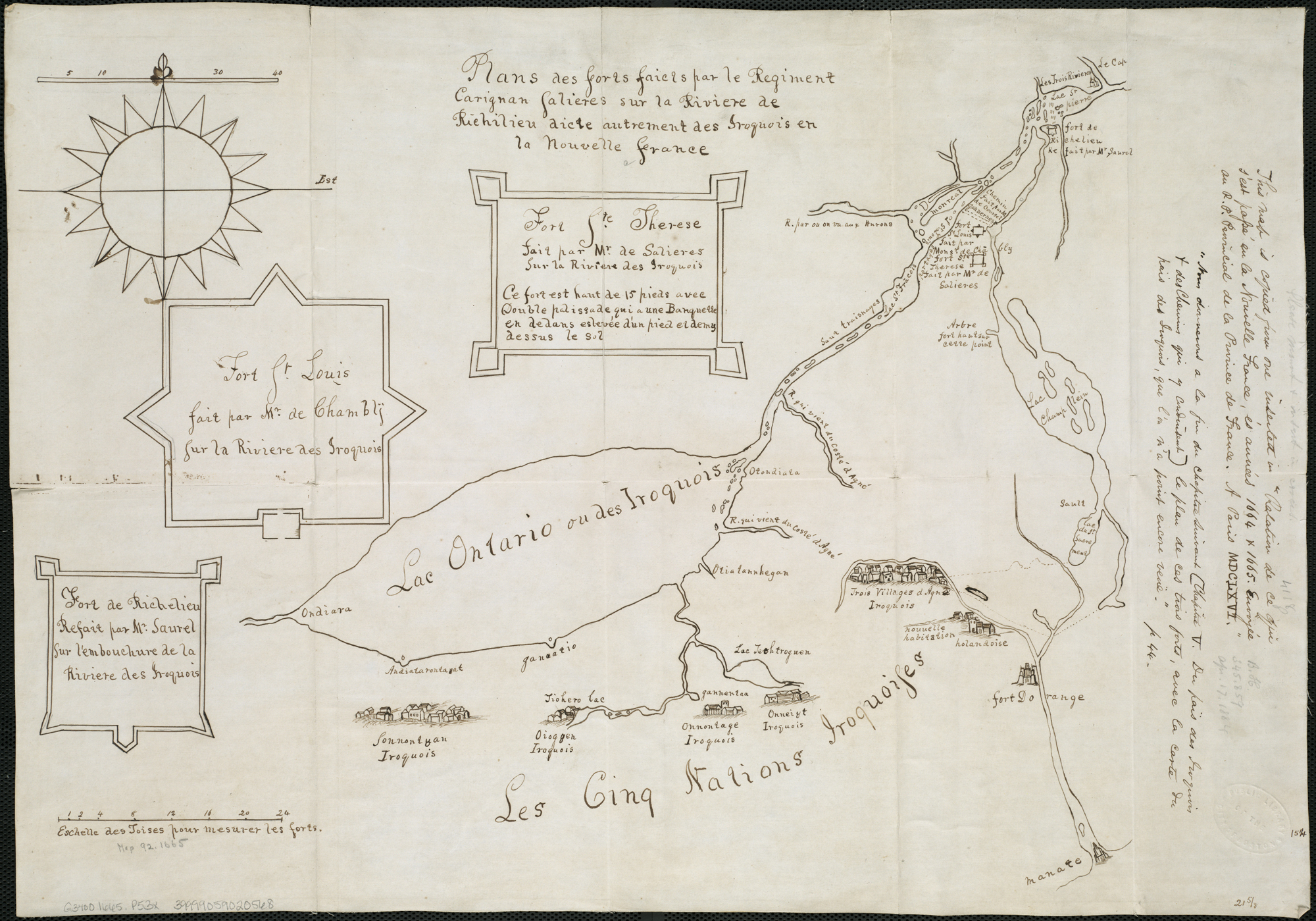
Plan der Forts am Rivière Richelieu in Kanada. Hergestellt durch Angehörige der Regimenter de Carignan und de Salière.

Bis zum Pyrenäenfrieden war das Regiment nicht Bestandteil der Französischen Armee, sondern gehörte zu den angeworbenen ausländischen Regimentern. Es erschien während dieser Zeit stets auch nur unter seinem Namen Carignan.
Es wurde im April 1644 durch den (erst 16-jährigen) Thomas-Emmanuel-Philibert de Savoie, prince de
Carignan aufgestellt. Wahrscheinlich diente das Regiment auch als Stamm für die Gardekompanie des Prinzen. In den ersten Jahren seines Bestehens umfasste es etwa 1000 Mann und stand unter dem Befehl des Colonel en second, dem Baron de La Val d’Isère.
Seine erste Kampfhandlung im Namen Frankreichs hatte das Regiment im August 1645 bei der Belagerung von Bigevano. Am 19. Oktober stand es im Gefecht bei La Mora. Im folgenden Jahr folgte der Feldzug nach Orbitello, kommandiert vom Regimentsinhaber Thomas-Emmanuel-Philibert de Sayoie. Am 2. Mai in Genua auf die Flotte des duc de Brezé eingeschifft, wurde am 10. Mai die Rede von Talamone erreicht. Unmittelbar nach dem Anlanden kam es zu einem heftigen Kampf um das Forte di Salina in dem sich das Regiment auszeichnen konnte. Nachdem die Expedition ihren Auftrag erfüllt hatte, kehrte das Regiment in das Piemont zurück und bezog Garnison in Trino, wo es bis 1648 verblieb. Dann zog es nach Casal und gehörte 1649 zu den Truppen, die wegen des Aufstandes der Fronde mobilgemacht wurden. Das Regiment zog über die Seealpen und wurde in Guyenne eingesetzt. In dieser Provinz blieb es bis 1652 und gehörte dann zu der kleinen Armee, die Turenne dem König nach Paris zurückbringen konnte. Am 2. Juli 1652 konnte es sich in der Schlacht bei Étampes auszeichnen, als es zusammen mit dem Régiment d’Huxelles am äußersten linken Flügel in den Gärten des Sieur Rambouillet (zwischen der heutigen Rue de Charenton und der Seine) angriff. Obwohl der Mestre de camp des Regiments, der Baron de la Val d'Isére bereits von den ersten Schüssen tödlich verwundet wurde, gelang es dem Regiment die Truppen des Prince de Condé aus ihren Stellungen an der Gartenmauer zu vertreiben.
Danach zogen die acht italienischen Kompanien in das Piémont zurück, die restlichen 22 Kompanien, aus Franzosen bestehend und im Guyenne aufgestellt, folgten im Dezember. Nach einigen Operationen ohne Bedeutung zog die Einheit in das Dauphiné und wurde dort in Garnison gelegt.
Am 16. April 1653 traf das Regiment in Turin ein, wo es vom Herzog von Savoyen besichtigt wurde. Auf dem Rückweg hatte es am 23. September ein Gefecht bei La Roquete am Tanaro, und überwinterte dann im Val de Saint Martin.
Im Jahre 1655 zeichnete es sich bei der Belagerung von Pavie aus, wo es im Gefecht drei Offiziere verlor.
Nach dem Tod seines Vaters übernahm Thomas-François de Savoie-Carignan-Soissons das Regiment als Inhaber. Im gleichen Jahr war es an der Belagerung von Valence beteiligt, bei der der Mestre de camp en second verwundet wurde. Mit der Belagerung von Mortara endete 1658 der Krieg für das Regiment. Nach dem Pyrenäenfrieden konnte oder wollte der Prince de Carignan das Regiment nicht länger unterhalten und übergab es an den französischen König Ludwig XIV. Es wurde jetzt Teil der französischen Armee, bestand aber nur noch aus 10 Kompanien und zum größten Teil aus ausländischen Söldnern. Ab hier könnte die Geschichte des Regiments unübersichtlich werden, wenn es nicht die folgende Anweisung gegeben hätte:

„Um die Störungen durch die Irokesen zu unterbinden (Biberkrieg) hat König Louis XIV. entschieden, im Frühjahr ein gutes Infanterieregiment nach Kanada zu entsenden. Die Wahl fiel auf das Régiment Carignan. Bei dieser Gelegenheit wird es an den Henri de Chapelas, sieur de Sallières übergeben, dessen Namen es auch führen wird.“

### Kanada
Im Mai 1665 wurden die 10 Kompanien des Régiment de Carignan – etwa 1000 Mann – und mit ihnen das deutsche Regiment de Balthazard in La Rochelle nach Kanada eingeschifft. Aus den beiden Regimentern wurde eine Art Brigade oder Marschregiment gebildet, das unter dem Befehl von Jean de Balthazard (wahrscheinlich der gleiche Offizier, der das Régiment de Royal-Cravate cavalerie aufgestellt hatte) bestand. Die beiden Leibkompanien mit der jeweiligen Leibfahne blieben bestehen, die Kompanie de Carignan stellte die 1. und die Kompanie de Balthazard die 2. Kompanie.
Jean de Balthazard verstarb noch im gleichen Jahr und wurde durch M. de Saliére ersetzt, den bisherigen
Premier capitaine de Carignan. Danach erfolgte eine Umorganisation, der Verband führte von nun an nur noch die Bezeichnung „Régiment de Carignan-Salière“.
Es war die erste Einheit die direkt vom Staat und nicht von seinem Regimentsinhaber besoldet wurde.
Kaum in Quebec angekommen wurde das Regiment bei einer Expedition gegen die Irokesen am Lake Champlain eingesetzt. Hier bauten die Soldaten unter dem Kommando von Capitaine de la Mothe auf einer der Inseln im See eine Fort. Am 1. Oktober 1666 zog eine Abteilung, bestehend aus 600 Soldaten und 1200 Kolonisten (auch Algonquins genannt) unter dem Kommando von M. de Tracy aus Fort Sainte-Anne um die Behausungen der Irokesen zu zerstören. Die Expedition zog den Lake Champlain hinauf und erbauten an der Stelle des Überganges zum Lac du Saint-Sacrement ein kleines Fort, in dem der M. de Saliére 4 Kompanien zurückließ, um den Rückmarsch seiner Truppe zu decken. Der Verband zog weiter und zerstörte einige Indianerdörfer um am 5. November nach Quebec zurückzukehren. Über die Aktionen im folgenden Jahr ist nichts bekannt.
Im Juni 1668 kehrten die beiden Leibkompanien, jede etwa 60 Mann stark und aus dem bisherigen Regimentsverband de Carignan-Salière wieder herausgelöst, nach la Rochelle zurück. Der Rest der Truppe verblieb in Kanada.

### Europa
Die beiden, dem Prince de Carignan und dem M. de Salière gehörenden Leibkompanien wurden zwischen 1668 und 1671 separat im Stand gehalten.

### Holländischer Krieg
- 1671: Als der Holländische Krieg bevorstand, ergriff der Prince de Carignan die Initiative und brachte sein Regiment mit der Anwerbung von 15 Kompanien auf Kriegsstärke. Er bot dem M. de Salière, der zu gleichem finanziell nicht in der Lage war an, seine noch bestehende Kompanie in das Regiment einzugliedern. Da er selbst nicht das Kommando führen wolle, könne der M. de Salière den Posten des Colonel-commandant übernehmen, seine Kompanie würde die Leibkompanie werden und das Regiment solle den Namen  Carignan-Salière führen. Der M. de Salière ging auf diesen Vorschlag ein, da er ein solches Angebot einfach nicht ablehnen konnte.

- 1672: verließ das Regiment seine Garnison Courtrai und blieb unter dem Maréchal Louis de Crévant, duc d’Humières zwei Jahre im Feld.
- 1674: Einige der Kompanien wurden nach Sizilien verlegt. Hier konnten sie sich auszeichnen als sie am 8. Februar 1675 einen spanischen Überraschungsangriff gegen das Fort de Castellazo abwehrten. Der Capitaine de Grandcombe tötete drei Spanier und wurde dabei selbst verwundet. Der Hauptteil des Regiments zog im gleichen Jahr von Courtrai nach Huy, musste dieses jedoch im April 1676 wieder verlassen und zog sich, nachdem man die Befestigungsanlagen demoliert hatte, nach Philippeville zurück.
- 1676:am 18. Juli ging die Regimentsinhaberschaft auf Louis-Thomas de Savoie, comte de Soissons über. Er war ein Neffe des Prince de Carignan und Bruder des Prinz Eugen von Savoyen.

Der Colonel-commandant, der Marquis de Salière war inzwischen alt und krank und fühlte sich nicht mehr in der Lage, das Regiment weiter zu kommandieren. Er gab daher den Posten an seinen Sohn weiter, der es bis zu seinem Rücktritt im Oktober 1718 führte.
- 1677: am 17. März  wurde dem nunmehr nur noch „de Soissons infanterie“ genannten Regiment die Ehre zuteil, zusammen mit dem Régiment des Gardes françaises und Régiment de Picardie den Sturm auf die Festung Valenciennes zu eröffnen. (Es war dies eine Gefälligkeit, die der König dem jungen Colonel erweisen wollte – böse Zunge behaupteten jedoch, vielmehr sei dessen Mutter gemeint gewesen.)

Das Regiment de Soissons kämpfte im gleichen Jahr noch bei der Belagerung von Cambrai und Saint-Ghislain, bei letzterer wurde der Lieutenant-colonel schwer verwundet.
- 1678:  Beteiligung an der Belagerung von Gent und Ypern, im Juni Abmarsch in das Elsass zur Belagerung von Kehl.

### Reunionskrieg
- 1684: Belagerung von Luxemburg

### Pfälzischer Erbfolgekrieg
Hauptartikel|Pfälzischer Erbfolgekrieg
- 1688 : Soissons stand bei der Armée du Rhin; Einnahme von Philippsburg, Mannheim und Frankenthal.
- 1689: Einsatz in den Niederlanden, mit Auszeichnung in der Schlacht bei Walcourt und im Gefecht bei Gerpinnes
- 1690: Einsatz in der Schlacht bei Fleurus. Zusammen mit dem Régiment de Champagne bildete es eine Brigade, die 1200 Gegner in einem Schloss in der Nähe des Schlachtfeldes zwang, die Waffen niederzulegen. In dieser Schlacht waren drei Offiziere gefallen, der Lieutenant-colonel de Villaincourt, der Major de Senneville und sieben weitere Offiziere wurden schwer verwundet.

Im Dezember entzog der König dem Comte de Soissons das Regiment, da er mit ihm äußerst unzufrieden war und verwandelte es in ein gewöhnliches Linienregiment, das den Namen „du Perche“ erhielt.
- 1691: Die Grenadiere des Regiments zeichneten sich bei der Belagerung von Mons dergestalt aus, dass es den Sergents gestattet wurde, als Ehrenzeichen eine Musketengabel zu führen.

Danach wurde die Einheit bei der Belagerung von Lüttich eingesetzt, bei der der Lieutenant-colonel de Clogny verwundet wurde. Am Ende des Jahres wurde Perche zur Rheinarmee versetzt und nahm mit dieser am Feldzug des Jahres 1692 teil.
- 1693 : Einsatz in den Alpen. Am 3. Oktober wurden die Höhen von Piosasco eingenommen und am folgenden Tag ein siegreiches Gefecht bei Marsaglia gegen  piemontesische und spanische Truppen geführt. In den Alpen geschah dann nichts mehr von Interesse, die Aktivitäten verlagerte sich zur Belagerung von Valenza. Nach dem Friedensschluss mit dem Herzog von Savoyen kehrte das Regiment an den Rhein zurück und diente im Feldzug von 1697 unter dem Marschall Claude de Choiseul-Francières. Auf zwei Bataillone verstärkt, stand es noch 1701 am Rhein.

### Spanischer Erbfolgekrieg
- 1702: im Januar nach Italien verlegt, gehörte das Regiment zum Observationscorps des Prince Charles-Henri de Lorraine-Vaudémont. In der Schlacht bei Luzzara erlitt es schwere Verluste, der Colonel Lignerac wurde verwundet.
- 1703: du Perche marschierte mit den Truppen des General de Vendôme nach Trient, und ließ dabei in Desenzano del Garda eine Sicherungsdetachement für die Magazine und Nachschubwege zurück. Den folgenden Winter verbrachte es in Montferrat.
- 1704: Einnahme von Vercelli und Ivrea, Belagerung von Verrue (alle im Piémont).
- 1705: Nach der Kapitulation von Verrue im April zeichnete es sich zusammen mit dem Régiment de Limousin im Gefecht bei Muscoline aus, in dem es zwei Offiziere und 27 Soldaten durch Tod oder Verwundung verlor. Danach stieß es zur Hauptarmee und nahm in der Schlacht bei Cassano einen Platz im Zentrum der Linie ein. Da sich hier der Hauptstoß der Kräfte des Prinzen Eugen konzentrierte, erlitt das Regiment schwere Verluste.

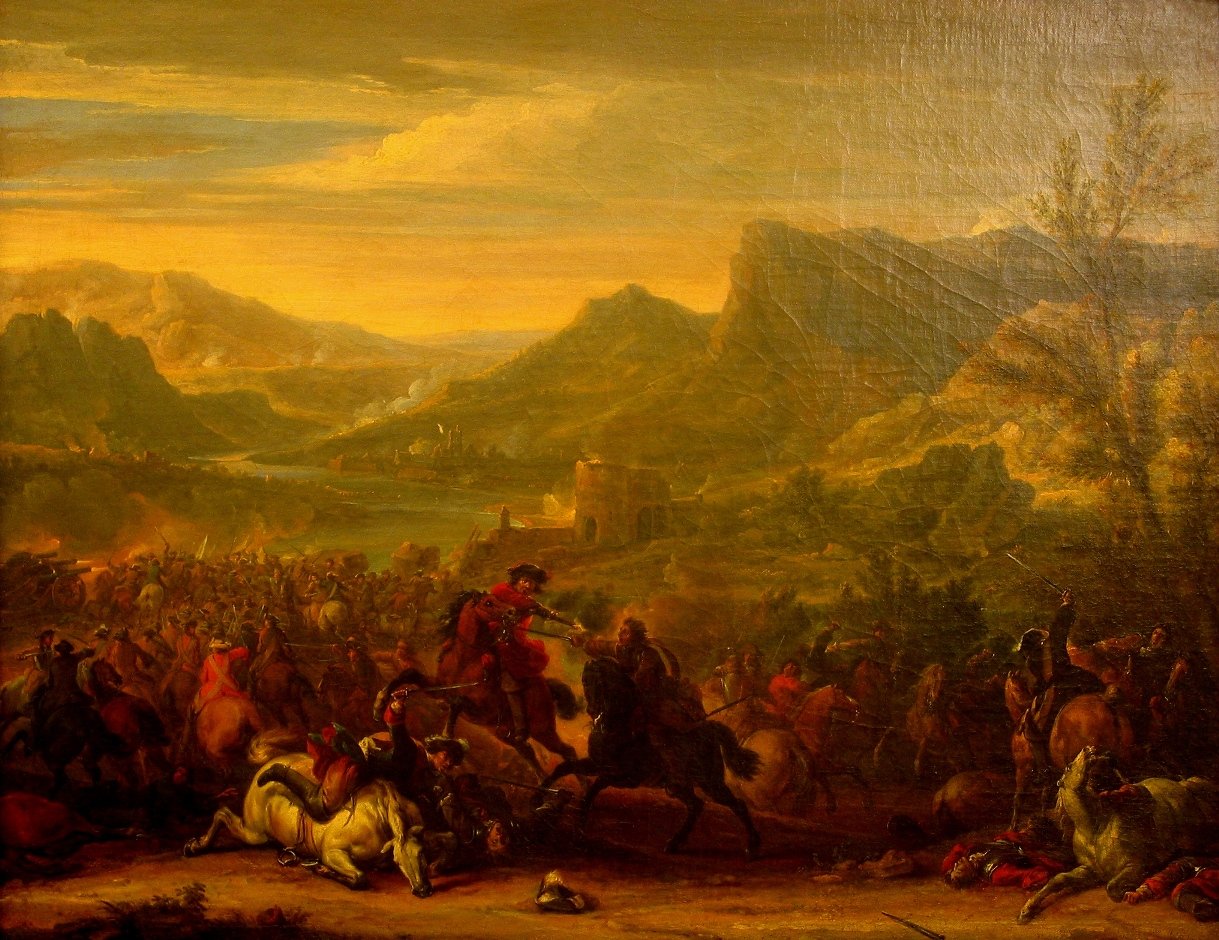
Schlacht bei Calcinato 1706

Die Winterquartiere wurden in Rivoli d’Isori bezogen.
- 1706:  Der 19. April war ein Ruhmestag für das Regiment. In der Schlacht bei Calcinato stand es als Reserve hinter dem  rechten Flügel, auf den sich der Hauptstoß des Feindes richtete. Die Kavallerie dieses Flügels wurde von der kaiserlichen Reiterei angegriffen, geriet in Unordnung und wandte sich zur Flucht. Die ganze Armee drohte in Panik zu geraten, bis das Regiment du Perche unter seinem Colonel Cotteron die feindliche Kavallerie aufhalten und so dem Maréchal Vendôme Zeit gebend, die eigene Kavallerie zu sammeln und sie wieder in die Front zu bringen. Danach verlegte es in die Gegend von Turin an den Stura di Lanzo. Am 8. September führte es ein Gefecht mit außergewöhnlichem Mut, in dem der tapfere Colonel Cotteron fiel. Am nächsten Tag kämpfte eine Abteilung noch unter dem Comte de Grancey erfolgreich bei Castiglione.
- 1707: Im März traf das um 337 Mann reduzierte Regiment nach der Überquerung der Alpen bei der Armée de Flandre ein. Untergebracht wurde es in der Gegend um Comines einquartiert.
- 1708: In der Schlacht bei Oudenaarde konnte es sich erneut auszeichnen als es den Rückzug der Gendarmerie deckte. Weiterhin kämpfte das Regiment mit Erfolg im Gefecht bei Winendaël, und einige Tage später bei Hondschoote, als es ein feindliches Lager mit 1600 Mann angriff. Eingekreist mussten diese sich ergeben, darunter ein General und 80 Offiziere. Zur Beute gehörten 12 Fahnen und sechs Standarten.
- 1709: In der Schlacht bei Malplaquet war du Perche eines der drei Regimenter, die von Marschall Villars an den linken Flügel geführt wurden, um dort zu versuchen wieder die Initiative zu ergreifen. Nachdem der Marschall verwundet worden war, scheiterte das Manöver, das Regiment zog sich geordnet zurück und deckte dabei den der Artillerie.
- 1711: Beteiligung am Angriff auf Arleux.
- 1712:  zog das Regiment nach Landrecies, obwohl die Festung schon von der Einschließung bedroht war. Nach der Schlacht bei Denain mussten die kaiserlichen Truppen die Bedrohung von Landrecies aufgeben und abziehen. Perche gehörte zu den Verfolgungstruppen und war an der Einnahme von Douai, Le Quesnoy und Bouchain beteiligt.
- 1713: Verlegung an den Rhein, Teilnahme an den Belagerungen von Landau und Freiburg. Nachdem Freiburg sich ergeben hatte, wurde das Regiment dort in Garnison gelegt. Am 25. Dezember nahm es an einem Streifzug nach Württemberg teil, bei dem 400 Gefangene gemacht werden konnten. Der kaiserlichen leichten Kavallerie gelang es nicht, die Gefangenen wieder zu befreien, auch wenn die Reiter nichts unversucht ließen.
- 1714: Nach Kriegsende zog das Regiment nach Frankreich zurück und wurde auf ein Bataillon reduziert.

### Krieg der Quadrupelallianz
- 1719: Feldzug in die Pyrenäen. Niederkämpfung von Hondarribia, San Sebastian, Urgell und Blockade von Roses.

### Polnischer Thronfolgekrieg
- 1733: Besetzung von Lothringen.
- 1734: Abmarsch zum Rhein, Teilnahme am Angriff auf die Ettlinger Linie und an der Belagerung von Philippsburg. Winterquartiere in Worms.
- 1735: Feldzug in das Kurfürstentum Trier mit einem Gefecht bei Klausen mit anschließender Rückkehr nach Trier und in die Grafschaft Saarbrücken. Nach dem Kriegsende wurde Saint-Venant als Friedensgarnison bestimmt.

### Österreichischer Erbfolgekrieg
Zu Beginn des Krieges befand sich das Regiment in Lothringen, wo es auch während der ersten Feldzüge verblieb. Es gehörte zur Reservearmee des Maréchal Adrien-Maurice de Noailles.
- 1743: Teilnahme an der Schlacht bei Dettingen mit anschließenden Abmarsch zur Sicherung der Dauphiné. Es war die letzte Kampfhandlung des Regiments, das im März 1744 mit dem Régiment des Gardes Lorraine zusammengelegt wurde.